# إبراهيم بن جعفر المتوكل
إبراهيم بن جعفر المتوكل;المتوفى عام 866، المعروف بلقب المؤيد كان أميرًا عباسيًا، وهو الابن الثالث للخليفة العباسي المتوكل، وكان حاكمًا لسوريا من 850 إلى 861 وأيضًا لفترة من الزمن كان الثالث في ترتيب ولاية العرش العباسي.
كان المؤيد شقيق المنتصر والمعتز، وكلاهما خلفاء أيضًا.

## النشأة
المؤيد هو ابن المتوكل وزوجته إسحاق. كانت أندلسية، وكانت الزوجة المفضلة لديه. وهي والدة ولديه إبراهيم المؤيد وأبو أحمد ( الموفق المستقبلي).
كان والده الخليفة المتوكل قد وضع خطة للخلافة تسمح لأبنائه بوراثة الخلافة بعد وفاته. ويخلفه أولاً ابنه الأكبر المنتصر ثم المعتز والثالث المؤيد.
في عام 849، رتب المتوكل لخلافته، بتعيين ثلاثة من أبنائه ورثة وتكليفهم بالحكم وعائدات أقاليم الإمبراطورية: الأكبر، المنتصر، تم تعيينه الوريث الأول، وتولى منصب حاكم مصر، الجزيرة، وعائدات الإيجارات في العاصمة سامراء؛ وكلف المعتز بالإشراف على أملاك الوالي في خراسان؛ وعين المؤيد مسؤولاً عن سوريا.
وبدا أن المتوكل كان يفضل المنتصر. لكن يبدو أن هذا قد تغير، وكان المنتصر يخشى أن يتحرك والده ضده. وبدعم ضمني من الفصيل التركي في الجيش، خطط لاغتيال المتوكل على يد جندي تركي في 11 ديسمبر 861.
ثم تغلبت الأفواج التركية على المنتصر ليخرج إخوته من الخلافة خوفا من الانتقام لمقتل والدهم. وبدلاً منهم، كان عليه أن يعين ابنه وريثًا واضحًا. في 27 أبريل 862، كتب الشقيقان المؤيد والمعتز بيانًا بالتنازل عن العرش. خلال فترة حكم المنتصر القصيرة (861-862)، أقنعه الأتراك بإقالة المعتز والمؤيد من الخلافة. وعندما توفي المنتصر لأسباب مجهولة، اجتمع الضباط الأتراك وقرروا تنصيب ابن عم الخليفة المتوفى المستعين (ابن شقيق المتوكل) على العرش.
واجه الخليفة الجديد على الفور تقريبًا أعمال شغب كبيرة في سامراء لدعم المحرومين المعتز؛ وقام الجيش بقمع مثيري الشغب لكن الخسائر في الجانبين كانت فادحة. شعر المستعين بالقلق من أن المعتز أو المؤيد يمكن أن يضغطوا على مطالباتهم بالخلافة، فحاول أولاً رشوتهم ثم ألقاهم في السجن.
في عام 866، تم عزل المستعين وجاء المعتز إلى السلطة. فور توليه الخليفة الجديد، قام المعتز بإعدام الخليفة السابق المستعين. وبعد مشاجرة مع قوات المغاربية، قام الجنود الأتراك بتحويل دعمهم إلى المؤيد. غاضبًا من هذا المأزق، قام الخليفة الغيور بسجن شقيقه المؤيد، الوريث التالي للعرش، مع شقيق آخر، أبو أحمد، الذي قاد القوات بشجاعة في الصراع الأخير إلى جانبه.
حاول الأتراك إطلاق سراحه، لكن المعتز، الأكثر انزعاجًا، قرر قتلة. لقد كان مخنوقًا في رداء ناعم (أو، كما يقول آخرون، متجمدًا في سرير من الجليد)؛ وبعد ذلك تم عرض الجثة أمام المحكمة، كما لو أنه مات ميتة طبيعية، لأنه لم يكن له أي أثر للعنف (حيلة واضحة).

## الادعاء بتحوله إلى المسيحية
شهدت هذه الفترة ظهور أسطورة مفادها أن أميرًا عباسيًا تحول إلى المسيحية تحت تأثير ثيودور الرها، واتخذ اسم "يوحنا" وقُتل بسبب ارتداده؛ ويتوقع ألكسندر فاسيلييف أن مؤيد ربما كان هو المتحول. ومع ذلك، لا يوجد سجل مسيحي أو إسلامي يربط مؤيدًا بالمسيحية أو حتى بالتكهنات الدينية. ويبدو أن دوافع مقتله كانت سياسية بحتة. ولو كان قد تحول بالفعل لكان ذلك قد أعطى معتز ذريعة لقتله بتهمة الردة وتم تسجيله.